# Contea di Brooke
La contea di Brooke (in inglese Brooke County) è una contea dello Stato della Virginia Occidentale, negli Stati Uniti. La popolazione al censimento del 2000 era di 25 447 abitanti. Il capoluogo di contea è Wellsburg.
Si trova nel panhandle settentrionale dello stato.